# Vickers F.B.5
Il Vickers F.B.5 era un biplano da caccia britannico impiegato nelle fasi iniziali del primo conflitto mondiale. Famoso per essere stato il primo aereo britannico concepito per il combattimento aereo ad entrare in servizio operativo. La sigla F.B. significa appunto Fighter Biplane, caccia biplano in lingua inglese.
L'aereo venne soprannominato (seppur in modo non ufficiale) Gunbus, termine che si può tradurre letteralmente come "bus con l'artiglieria"; in gergo il termine "bus" può tuttavia indicare un qualunque mezzo di trasporto, quindi anche un aeroplano.

## Storia del progetto
Il Gunbus era un biplano biposto ad elica spingente, soluzione tecnica molto diffusa all'inizio del conflitto. Nella corta fusoliera montata sopra l'ala biplana trovavano posto osservatore, pilota e il motore. L'osservatore, in posizione prodiera disponeva di una mitragliatrice Lewis, ed alle sue spalle sedeva il pilota. Dietro di loro il propulsore, un rotativo Gnome Monosoupape 9 cilindri da 100 CV, azionante un'elica bipala. Gli impennaggi di coda, a forma di T erano connessi direttamente all'ala superiore e a quella inferiore biplana per mezzo di una coppia di montanti a V collegati alla prima coppia di montanti interalari. Il carrello d'atterraggio era a pattino di coda, con le ruote anteriori munite di due lunghi pattini per evitare il rischio di cappottamento in fase di atterraggio
L'aereo rappresentava il culmine di una serie di velivoli denominata "Experimental Fighting Biplanes" (Biplani da caccia sperimentali in inglese), realizzati a partire dal 1913:
- E.F.B.1: anche noto come Type 18 "Destroyer". Introduceva la configurazione ad elica spingente che avrebbe caratterizzato la famiglia. Armato con una mitragliatrice a nastro Maxim, venne completato nel 1913 per venir esposto all'Aero Show di Olympia. Essendo tra i primi aerei ad essere progettati specificatamente per l'impiego bellico, destò una favorevole impressione. Ma l'aereo rimase distrutto dopo poco tempo durante il suo primo decollo. Il motore era un rotativo Wolseley da 81 CV.
- E.F.B.2 e *E.F.B.3: versioni migliorate del E.F.B.2 propulse da un rotativo Gnome da 100 CV. In alternativa alla coppia di pattini anteriori anticappottamento, vennero sperimentato anche un carrello con una seconda coppia di ruote montate in posizione avanzata e rialzata.
- E.F.B.4: ulteriore affinamento del progetto. L'Ammiragliato ne ordinò sei esemplari di preserie. Nel frattempo l'ordine venne rilevato dal War Office e veniva messo a punto un ulteriore sviluppo denominato E.F.B.5. A questo punto venne avviata la produzione di serie di quest'ultimo velivolo con la designazione di F.B.5.

## Impiego operativo
L'F.B.5 volò per la prima volta nel luglio 1914 ed entrò in servizio con lo Squadron No.5 del Royal Flying Corps il 5 febbraio 1915. Ma fu lo Squadron No.11 ad avere il primato di essere il primo reparto interamente da caccia operativo, quando venne distaccato a Villers-Bretonneux in Francia, il 25 luglio 1915. A questo reparto apparteneva l'ufficiale pilota G.S.M. Insall, che ottenne la Victoria Cross per l'abbattimento di un velivolo tedesco. Ad essere equipaggiato esclusivamente con l'F.B.5 Gunbus fu anche un altro reparto, lo Squadron No.18, distaccato in Francia nel novembre del 1915.
Il principale utilizzatore fu il Royal Flying Corps, il Royal Naval Air Service britannico ne ricevette solo 15 esemplari.
Le prestazioni complessive dell'aereo erano comunque scarse e già alla fine del 1915 era completamente surclassato dai nuovi caccia monoplani Fokker Eindecker, armati con una mitragliatrice sincronizzata che sparava attraverso il disco dell'elica.
Solo una coppia pilota/osservatore formata da Lionel Rees e da James McKinley Hargreaves è diventata asso mentre volava su questo velivolo, Frederick Powell ottiene due vittorie confermate e Jack Armand Cunningham e Maurice Douglas Guest Scott ottengono una vittoria confermata.
Gli F.B.5 vennero costretti così a compiti di osservazione, mentre i britannici schieravano i nuovi caccia più moderni, come Airco DH.2 o Royal Aircraft Factory F.E.2. Questi aerei, seppur più prestazionali, mantenevano comunque la stessa configurazione ad elica spingente del Gunbus, poiché le industrie britanniche faticavano e mettere in produzione un efficiente meccanismo di sincronizzazione per le mitragliatrici.
Vennero prodotti in tutto 224 F.B.5, 119 nel Regno Unito dalla Vickers, 99 in Francia e 6 in Danimarca. Nel 1916 venne introdotto l' F.B.9, sostanzialmente una versione migliorata, soprannominata Streamlined Gunbus (letteralmente Gunbus affusolato o aerodinamico). L'aereo non ottenne però l'affermazione del predecessore.

## Varianti e sviluppi
Il velivolo venne ben presto migliorato sostituendo la mitragliatrice a nastro Vickers con una Lewis a tamburo. Oltre al vantaggio in termine di peso, la mitragliatrice a nastro era un'arma fissa, la Lewis, con caricatore a tamburo, era brandeggiabile. Sul Gunbus, durante il 1915 vennero provati anche altri motori:
- Clerget-Blin Type 9, di tipo rotativo, da 110 CV; un esemplare.
- Smith, di tipo radiale, da 152 CV; due esemplari.

Dall'F.B.5 vennero derivati altri due modelli:
- F.B.6: sostanzialmente un Gunbus con un'ala superiore di apertura maggiorata, che non venne prodotto in serie.
- F.B.9: affinamento del F.B.5 con una migliore aerodinamica, motivo per cui venne soprannominato Streamlined Gunbus. Manteneva lo stesso motore ma adottava un nuovo supporto per la mitragliatrice brandeggiabile.

## Utilizzatori
Danimarca
- Hærens Flyvertropper

 Francia
- Aéronautique Militaire

 Regno Unito
- Royal Flying Corps

## Velivoli attualmente esistenti
- Una replica di Gunbus, matricola GBH-7, è conservata presso Wartime Aircraft Recovery Group Aviation Museum di Sleap nello Shropshire
- Una replica è conservata al RAF Museum London. La replica, volante, venne realizzata negli anni sessanta

## Curiosità
- Nonostante l'efficacia moderata in azione, il Gunbus lasciò comunque il segno, tanto che i piloti tedeschi continuarono a classificare i biplani britannici ad elica spingente come "Tipo-Vickers ". Molte vittorie tedesche sui caccia Airco DH.2 e Royal Aircraft Factor F.E.2 vennero riportate come abbattimenti di aerei Vickers.
- Il Vickers F.B.5, assieme ai Morane-Saulnier Type L, il Fokker E.I, Nieuport Type 11 e il Caproni Ca.20 (quest'ultimo mai entrato in servizio), è uno dei velivoli a contendere la palma di "1° Aereo da caccia della Storia". Indubbiamente il primo caccia britannico, anche se il primato "nazionale" gli è contestato dal monoposto Airco DH.2 che volò successivamente, venne progettato subito con questa destinazione, ma tra questi aerei era quello con le caratteristiche più antiquate.
- L'F.B.5 fu l'unico velivolo della Vickers ad avere un impiego significativo durante la prima guerra mondiale, il Vickers Vimy arrivò sulla scena troppo tardi per lasciare il segno.
- La fama del Gunbus gli ha meritato anche un posto al cinema. Il film Gunbus... E divennero eroi (Sky Bandits, 1986) vede protagonisti due avventurieri del vecchio west, che per scontare un tentativo di rapina finito male si ritrovano arruolati nel Flyng Corps britannico durante la prima guerra mondiale. A bordo di un Gunbus dovranno fronteggiare la minaccia di un gigantesco Zeppelin tedesco. Il film, una avventura dai toni di commedia, predilige un'ambientazione ucronica dagli echi steampunk, specialmente nel ricreare il gigantesco dirigibile perennemente nascosto dalle nuvole. Occorre osservare che difficilmente un Gunbus, con la sua modesta velocità di salita, avrebbe potuto fronteggiare uno Zeppelin, in particolare quelli d'alta quota delle ultime serie.
- La particolare configurazione ad elica spingente con travi di coda dei primi caccia britannici e di altri velivoli impiegati all'inizio del conflitto (tra gli altri il Farman MF.11 Shorthorn) venne abbandonata per l'impiego militare prima della fine guerra, rimanendo presente (anche se sporadicamente) sul mercato degli aerei civili. Ricomparve in alcuni prototipi di caccia tra gli anni trenta e quaranta: il francese Hanriot H-110, l'olandese De Schelde S-21 (di cui il prototipo non venne però completato), lo statunitense Vultee XP-54 Swoose Goose e lo svedese Saab 21, il solo prodotto in serie. Dello stesso periodo il Fokker D.XXIII che declinava questa configurazione in versione bimotore: al motore spingente accoppiava un motore che azionava un’elica traente nel muso.